# Philipp Jakob Jäck
Philipp Jakob Jäck, auch Philipp Jakob Jäk (* im 18. Jahrhundert in Augsburg; † 14. Februar 1818 ebenda) war ein deutscher Mediziner und Stadtarzt in Augsburg.

## Leben
Philipp Jakob Jäck studierte an der Universität in Jena Medizin, promovierte mit seiner Dissertation Rhapsodia meditationum et observationum medicarum nonnullarum 1789 in Erlangen und wirkte in der Folge als Arzt und Stadtarzt in seiner Geburtsstadt Augsburg.
Am 29. Juni 1813 wurde er unter der Präsidentschaft des in Erlangen wirkenden Mediziners Friedrich von Wendt unter der Matrikel-Nr. 1043 mit dem akademischen Beinamen Aesculapius III. als Mitglied in die Kaiserliche Leopoldino-Carolinische Akademie der Naturforscher aufgenommen.
Er war verheiratet mit Elisabeth, geb. Biet († 1830). Das Ehepaar hatte sechs Kinder.

## Schriften
- Rhapsodia meditationum et observationum medicarum nonnullarum. Kunstmann, Erlangen 1789 (Digitalisat)